# Palaeopsylla setzeri
Palaeopsylla setzeri är en loppart som beskrevs av Traub et Evans 1967. Palaeopsylla setzeri ingår i släktet Palaeopsylla och familjen mullvadsloppor. Inga underarter finns listade i Catalogue of Life.